# Trahern ap Caradog
Trahern (auch Trahaearn) ap Caradog († 1081) war ein König des walisischen Königreichs Gwynedd. 
Er war ein Sohn von Caradog ap Gwyn ap Collwyn und ein Cousin von Bleddyn ap Cynfyn und Rhiwallon ap Cynfyn und Herrscher des Fürstentums Arwystli. Nach dem Tod Bleddyns 1075 ergriff er die Herrschaft über Gwynedd, doch Gruffydd ap Cynan, ein Enkel des 1039 gestürzten Königs Iago ap Idwal kehrte nun aus dem irischen Exil zurück und schlug mit militärischer Hilfe des anglonormannischen Lords Robert of Rhuddlan Trahern in einer Schlacht bei Dyffryn Glyngin in Meirionydd. Als Gruffydd sich nun jedoch gegen seinen bisherigen Verbündeten Robert of Rhuddlan wandte, konnte Trahern ihn noch 1075 in der Schlacht von Bron-vr-erw bei Clynnog schlagen und wieder zum Rückzug nach Irland zwingen. Trahern festigte seine Herrschaft über Gwynedd und führte 1078 einen Feldzug nach Südwales, wo er Rhys ab Owain, den König von Deheubarth in einer Schlacht bei Goodwick schlug. Rhys ap Owain wurde noch im selben Jahr von Caradog ap Gruffydd von Gwent getötet. Daraufhin verbündeten sich Rhys ab Owains Nachfolger Rhys ap Tewdwr und Gruffydd ap Cynan gegen Trahern. Ihre vereinigten Heere trafen 1081 bei Mynydd Carn im südlichen Ceredigion auf die Truppen Traherns, der von Meilyr, dem Sohn seines Cousins Rhiwallon und von Caradog ap Gruffydd unterstützt wurde. Die Schlacht endete mit einem eindeutigen Sieg von Gruffydd ap Cynan und Rhys ap Tewdwr, Trahern, Meilyr und Caradog waren gefallen und Gruffydd ap Cynan konnte so Traherns Nachfolger als König von Gwynedd werden.  
Trahern hinterließ vier Söhne, Owain, Llywarch, Meurig und Griffri, die nach seinem Tod bei seinem Cousin Idnerth ap Cadwgan in Maelienydd aufwuchsen. Seine Söhne Owain und Llywarch übernahmen die Herrschaft von Arwystli, sein Sohn Llywarch heiratete eine Tochter Idnerths. Llywarchs Tochter Gwladus wurde die erste Frau von Owain Gwynedd. Die beiden jüngeren Söhne Meurig und Griffri wurden 1106 von ihrem entfernten Cousin Owain ap Cadwgan getötet.